# Гончі Пси (сузір'я)

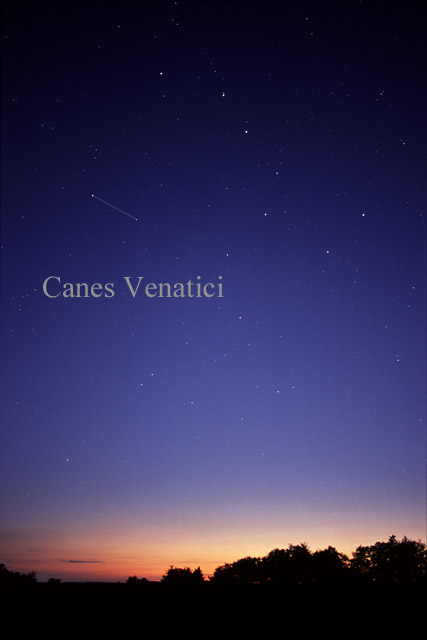
Гончі Пси неозброєним оком

Го́нчі Пси (лат. Canes Venatici) — сузір'я північної півкулі неба. Спостерігається на всій території України упродовж цілого року. Найкращі умови спостереження у квітні. Містить 57 зір видимих неозброєним оком.

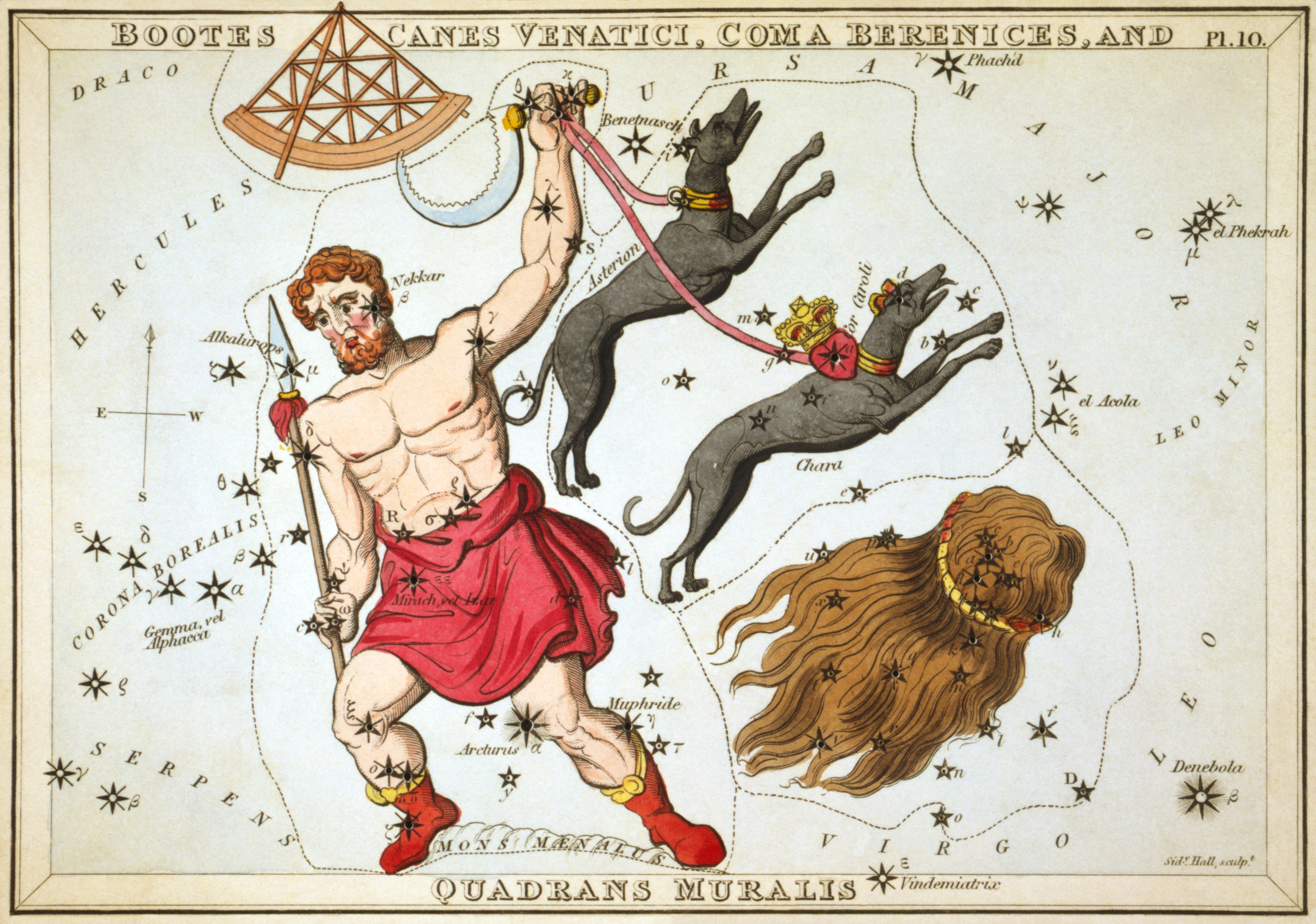
Сузір'я Гончі Пси, Волопас, Волосся Вероніки та Настінний Квадрант (заст.) із «Дзеркала Уранії», набору тематичних карток опублікованого у Лондоні, бл. 1825

## Історія
Відносно нове сузір'я (було виділено у Середньовіччя). У стародавні часи Клавдій Птолемей у своєму зоряному каталозі Альмагесті включав цю ділянку зоряного неба до сузір'я Великої Ведмедиці, як «безформну». Зорі α і β сучасних Гончих Псів у Птолемея вважались 28 і 29-ю зорями Великої Ведмедиці.
На той час деякі зорі сузір'я Волопаса представляли як палиця Волопаса. Внаслідок декількох помилок при перекладах зоряного каталогу Птолемея з грецької мови на арабську та з арабської на латинську, грец. Κολλοροβος (палиця) трансформувалось у араб. kilāb (собаки).
За часів Середньовіччя «безформну» групу зір Великої Ведмедиці почали помилково ідентифікувати із собаками Волопаса. 
У 1533 році німецький астроном Петер Апіан зобразив Волопаса з двома собаками. Відтоді назва стала часто з'являтись у астрономічній літературі того часу без точного визначення. Зрештою, Ян Гевелій вирішив визначити місце цих собак на зоряному небі й назвав нове сузір'я «Гончі Пси».

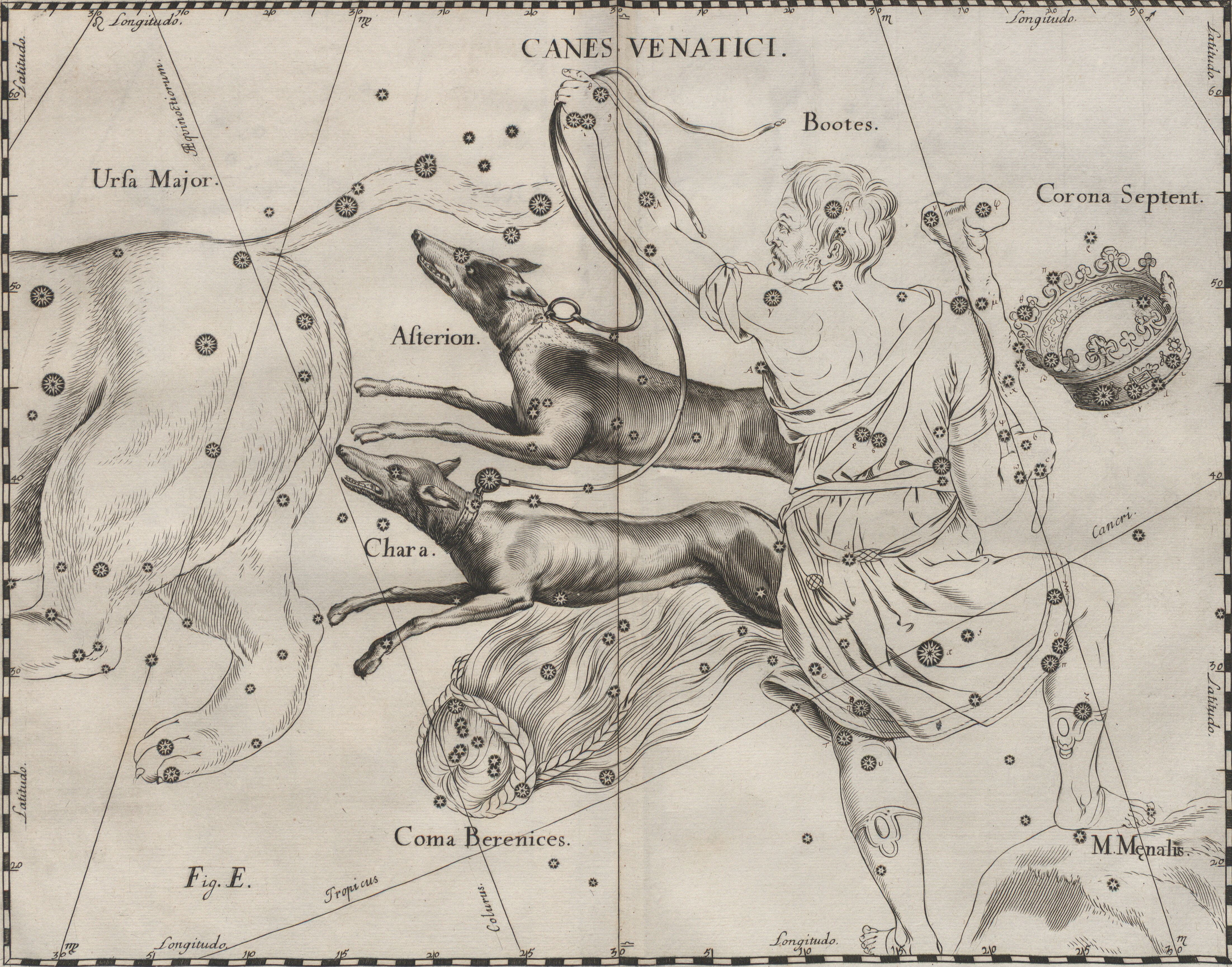
сузір'я в Уранографії Яна Гевелія

## Цікаві об'єкти
- Найяскравіша зоря сузір'я — Серце Карла (Хара, α Гончих Псів), названа на згадку про скасоване сузір'я «Серце Карла», що складалося з єдиної зорі — однієї з найкрасивіших подвійних зір.
- M51 — галактика Вир, видима плазом.
- Спіральні галактики M63 («Соняшник») і M94, пекулярна галактика M106.
- M3 — кулясте зоряне скупчення. Розташоване поблизу південної межі Гончих Псів із сузір'ям Волопаса. Зоряна величина скупчення 6,3m, кутовий діаметр — 38'.